# Геноцид у Либији
Геноцид у Либији, Либијски геноцид, такође познат у Либији као Шар (арап. شر, дос. ’Зло’) је био геноцид над либијским Арапима и систематско уништавање либијске културе током и након Другог итало-сенусијског рата између 1929. и 1934. године. Током овог периода, између 20.000 и 100.000 Либијаца су убиле италијанске колонијалне власти под Бенитом Мусолинијем. Скоро 50% становништва Киренаике је депортовано и интернирано у концентрационе логоре, што је резултирало падом становништва са 225.000 на 142.000 цивила.
Овај период је обележила брутална кампања коју су карактерисали распрострањени велики италијански ратни злочини, укључујући етничко чишћење, масовна убиства, присилно расељавање, присилне маршеве смрти, колонијализам насељеника, употребу хемијског оружја, употребу концентрационих логора, масовна погубљења цивила и одбијање пријема ратних заробљеника,  уместо тога погубљује бораца који су се предали. Аутохтоно становништво, посебно номадска бедуинска племена, суочила се са екстремним насиљем и потискивањем у покушају да угуши отпор Сенусија колонијалној владавини, чија је популација смањена за половину.
Фашистичка Италија је у великој мери потискивала вести о геноциду, докази су у великој мери уништени, због чега је тешко пронаћи преостале досијее у италијанским концентрационим логорима у Либији чак и након завршетка фашистичке владавине у Италији 1945. Једини логор са евиденцијом затвореника је Камп Свани ал-Тарииа. Међутим, масовне гробнице и даље сведоче о геноциду. Тек 2008. Италија се извинила за убијање, уништавање и репресију над либијским народом током колонизације Либије. Према неким историчарима, либијски геноцид је био повезан са холокаустом јер су логоре смрти посећивали нацистички угледници попут Химлера и Геринга.

## Историја
Током италијанске инвазије на Либију 1911. године, Италијани су приказивани као ослободиоци Либије од отоманске власти, истовремено скривајући све доказе о кампањама репресије и масакрима током рата, попут оних након битке и масакра код Шар ал Шата. С друге стране, Арапи су описани као 'звери' које су Европљани морали цивилизовати. Наводно су и италијански официри и мушкарци изјавили да "морамо уништити Арапе". Званични извештаји о злочинима наглашавају расну мржњу, осветољубивост и „психолошке мане“ као њихове основне узроке. Овакви брутални италијански ратни злочини у Либији првенствено су били повезани са фашистичком ером, али су се дешавали и током либералног периода, мада на мање систематичан начин. По уласку у Либију, Италија је одмах покренула расистичку и дискриминаторну праксу класне поделе, укључујући изградњу концентрационих логора, где је око 50.000 Либијаца изгубило животе током 1930-их. Либија је била од стратешког значаја за Италију, што је навело потоњу да анектује прву као своју „четврту обалу“ како би омогућила Италијанима проширено подручје трговачких путева од чега је Италија имала велике користи.

## Мотивација
Италијанска колонизација Либије била је мотивисана жељом да се такмичи са другим европским силама, које су имале своје колоније. Либија је била једна од последњих афричких земаља које су колонизоване, заједно са Абисинијом. Поред тога, на Либију се гледало као на Четврту обалу, Мусолинијеву концепцију Велике Италије која потиче из Римског царства. Другим речима, Либија је посматрана као колонијална држава насељеника, сродна француском Алжиру.
Итало Балбо, фелдмаршал и архитекта колоније, планирао је да насели 500.000 Италијана до 1960-их, посебно у региону Џабал ал Акдар („Зелене планине“ ) расељавањем локалног либијског становништва у пустињу. Џабал ал Акхдар је изабран за насеље јер је то плодна регија на иначе сувој локацији, која пружа услове за пољопривреду.

## Маршеви смрти
Најчешћи случај присилног расељавања био је из региона Џебел Ал Актар, како би се направио пут италијанским насељеницима, у Сирт, негостољубиви град на ивици пустиње Сахаре. Такође је било неколико померања из оаза у управу пустињу Сахару; као што су племена Магхарба, Зуваииа, Фавакхир, Фирјан и Хуссун која су живјела у близини Ијдабиииа, западно од Бенгазија. Ова расељавања су била оштра са високом стопом смртности, учињена под принудом италијанске војске којој је дато наређење да убије сваку особу или животињу која није пожурила. Ови напорни маршеви, ако су преживјели, одвели су Либијце до коначног одредишта у једном од 16 главних концентрационих логора. Спајање ових маршева са масовном глађу која је изазвана намерним убијањем скоро све стоке, многе је отерала да умру.

## Логори смрти
Еванс-Притчард, стручњак за Киренаику, написао је: „У овој суморној земљи, у лето 1930. године, 80.000 мушкараца, жена и деце, и 600.000 звери су сатерано у најмање могуће логоре. Глад, болести и сломљена срца су однели велики број бедуина је умро у затвору, јер су животиње остале без испаша у близини логора који се издржавао пд њих, а стада, већ десеткована у борбама, готово су збрисана од логора.“
Управо у логору Слуг, 11. септембра 1931. године, Омар ал-Мукхтар је обешен пред 20.000 интернираних цивила, да пошаље поруку домородачком народу. пронашао његово тело тако што је био сведок Ал-Мукхтаровог тајног сахрањивања од стране Италијана након што је обешен.

## Геноцид
Дана 20. јуна 1930., италијански војни официр Пјетро Бадолио позвао је на уништење целокупног становништва Киренаике и писао генералу Родолфу Грацијанију: „Што се тиче укупне стратегије, неопходно је направити значајно и јасно раздвајање између контролисаног становништва и побуњеничке формације не кријем значај и озбиљност ове мере, која би могла бити пропаст покореног становништва... Али сада је курс зацртан и морамо га извести до краја, макар и целокупно становништво. Киренаике мора нестати“.
Према Мелвину Пејџу и Пени Сонеберг, Бенито Мусолини је био особа која је коначно одговорна за „стављање 80.000 Либијаца у концентрационе логоре, блокирање и тровање бунара, изградњу мреже гарнизона у немирним областима, бомбардовање села иперитом, убијање и конфискацију стотина хиљада оваца и камила, и изградњу ограде од бодљикаве жице од 200 миља између Либије и Египта како би се спречили гранични прелази побуњеника“.
До 1931. године, више од половине становништва Киренаике било је затворено у 16 италијанских концентрационих логора где су многи умрли због пренасељености, недостатка воде, хране и лекова. Италијанске колонијалне власти су насилно протерале 100.000 бедуина источне Либије, половину становништва Киренаике, из својих насеља која су дата италијанским колонистима, акција која је описана као етничко чишћење. Мање од 40.000 преживјелих Либијаца напустило је италијанске избјегличке кампове након њиховог ослобађања 1934. године.

## Број погинулих
Процене укупног броја смртних случајева значајно варирају и крећу се између 20.000 и 100.000.. Укупна популација Киренаике опала је за око једну трећину, што је смањење од приближно 83.000. Поред смрти у логорима и током депортације, 12.000 људи је погубљено под сумњом да су побуњеници 1930. и 1931. године.
Велики део документације су уништиле италијанске колонијалне власти, архиве је и даље тешко претраживати, а вести о злочинима су потиснуте. Проблем су и различите процене либијског становништва; Османски попис из 1911. године, који извештава о популацији од око 200.000 у Киренаици, и 576.000 у Триполитанији и Фезану, није укључивао много људи изван градова, пошто су недостајали ресурси и политичка контрола. Бројеви дати за укупну либијску популацију 1911. године, непосредно пре итало-турског рата, крећу се између 800.000, 1,0 милиона, и 1,5 милиона. На почетку кампање „пацификације“ године у 1929, становништво Киренаике је процењено на 225.000, а до краја се смањило на 142.000. До средине касних 1930-их, становништво Либије је процењено на између 700.000 и 888.400, што је укључивало све већи број италијанских досељеника — 64.000 до 1936. и 110.000 до 1940. године.
Многи Либијци су такође отишли у егзил, што је додатно допринело значајном паду становништва, за које се процењује да их има најмање 20.000. Али Абдулатиф Ахмида пише да је око 250.000 Либијаца напустило земљу током читавог периода од почетка италијанско-турског рата 1911. до краја италијанске власти 1943. године, након успеха туниске кампање.
Бедуинско становништво Либије је преполовљено, са око 100.000 мртвих или у егзилу, иако Илан Паппе сугерише да је ових 100.000 убијено директно или у логорима.
Након доласка на власт у Либији 1969. године, Моамер Гадафи је често тврдио да је половина укупног становништва Либије умрла током италијанског колонијализма, за 750.000 Либијаца, иако је то без доказа. Током савезничке администрације Либије пре стицања независности, Уједињене нације су процениле да је 250.000 до 300.000 либијских домородаца умрло под Италијанима између 1912. и 1942. од свих неприродних узрока (нпр. борбе, погубљења, болести, глади и жеђи). Али Абдулатиф Ахмида сугерише да је ова цифра већа, на 500.000.

## Везе са Холокаустом
Постоје бројне директне везе између либијског геноцида и холокауста. Публикације на арапском језику које спонзорише Италија, посебно „Либиа ал-Мусавара“, и филмови из колонијалног периода указују на бројне посете Либији званичника из нацистичке Немачке. Историчар Али Абдулатиф Ахмида је изјавио да је екстремно насиље које су над Либијцима извели италијански фашисти послужило као узор за злочине које су нацистички Немци касније починили у Европи.
У априлу 1939. године, фелдмаршал нацистичке Немачке Херман Геринг био је у званичној посети Триполију, где је разговарао са италијанским колонијалним гувернером Либије Италом Балбом. Пошто је био сведок чишћења аутохтоног становништва и насељавања 20.000 италијанских сељака, он је процес описао као „успешан“, кључну тему за нацистичке вође који су имали план да населе 15 милиона Немаца у источној Европи. Херман Геринг ће касније бити задужен за први концентрациони логор у историји Холокауста.
Такође 1939. године, Хајнрих Химлер, шеф СС-а и архитекта концентрационих логора, такође је био у званичној посети Либији да би видео резултате италијанских метода. Он је заслужан за осмишљавање идеје Коначног решења.
Историчар Патрик Бернхард примећује да је нацистички комесаријат организовао посебне програме за посету либијској колонији. Високе нацистичке вође попут Роберта Леја, Рудолфа Хеса, шефа СС Хајнриха Химлера и маршала Хермана Геринга су посетили Триполи 1937. и 1938. године. Ово је довело до потписивања споразума о обучавању 150 СС официра у Италијанској колонијалној школи у Тиволију или Риму 1937. Поред тога, немачки државни званичници су започели активан програм теренског рада, испитујући италијанско колонијално искуство, контактирајући италијанске званичнике и обављајући теренске посете у Италију и колонију Либију између 1938. и 1941. године, са бројним немачким књигама и новинским чланцима објављеним за то време.